# Het Doodenge Dorp
Het Doodenge Dorp (oorspronkelijke titel: The Vile Village) is het zevende deel in de Ellendige avonturen-serie en is net als de andere delen geschreven door Lemony Snicket.

## Verhaal
Mr. Poe heeft opnieuw een voogd gevonden. Een nieuw voogdijprogramma, dat de naam Er is een heel dorp nodig om een kind op te voeden draagt, maakt het mogelijk wezen onder de hoede van een heel dorp te brengen. In de hoop de Quadrassen terug te vinden kiezen de kinderen het dorp V.B.A.
V.B.A. blijkt echter te staan voor Vogel Beschermers Alliantie (Engels: Village of Fowl Devotees). Het dorp wordt bestuurd door een Raad van Ouderen, die zo'n enorme lijst aan wetten, regels en voorschriften heeft opgesteld dat het verboden is om technische apparaten te gebruiken of om te lezen. Op elke overtreding staat de brandstapel als straf. Iets anders opmerkelijks aan het dorp is dat het vol zit met kraaien, die elke dag heen en weer vliegen tussen het zuiden en het noorden van het dorp en ten slotte naar de reusachtige Nimmermeerboom vliegen. Nadat ene Luciana is aangenomen als de nieuwe hoofdagente, mogen de Baudelaires op het podium van de Raad verschijnen. De kinderen worden ondergebracht bij klusjesman Hector en moeten samen met hem alle klusjes van het hele dorp doen.
Als Jacques Snicket het dorp betreedt wordt hij aangezien voor Graaf Olaf. De kinderen vinden intussen briefjes met tweeregelig rijm. Ze hebben direct door dat ze van Isadora Quadras zijn, maar de betekenis kunnen ze niet raden. De volgende dag wordt Jacques dood aangetroffen en de zojuist gearriveerde Detective Dupin, die de kinderen meteen herkennen als graaf Olaf, wijst de wezen aan als schuldigen. In afwachting op hun verbranding worden ze in een Super-de-luxe Cel geplaatst, die zijn naam maar weinig eer aandoet. Het lukt ze uit de gevangenis te breken en dan snappen ze ook het raadsel in de gedichtjes. Ze vinden Isadora en Duncan Quadras in de vogelfontein en vervolgens is Hector met zijn heteluchtwoning hun redder in nood. De woedende menigte zit ze op de hielen en dus vertrekt de woning als de Baudelaires nog aan de ladder hangen. Hoofdagente Luciana blijkt echter een harpoengeweer te hebben en haalt de ladder neer en verwoest een papieren notitieboekje vol aantekeningen van de Quadrassen. Ze verwondt echter ook een kraai en haalt zich daarmee de woede van het dorp op de hals. Ook Dupin wordt ontmaskerd en samen met Luciana, die Esmé Zooi blijkt te zijn, vluchten ze op Olafs motorfiets. De dorpelingen zeggen dat de wezen alsnog verbrand zullen worden, maar eerst brengen ze de kraai naar de dierenarts. De 3 Baudelaires lopen vervolgens weg over de eindeloze vlakte, die zich kilometers uitstrekt.

## Gedicht
Het volledige gedicht is als volgt:

### Nederlandse versie
Feitelijk zitten we hier voor saffieren achter slot.

O, help ons toch ontsnappen aan dit vuig complot!

Niets kunnen wij zeggen tot de dag aanbreekt -

Triest is deze snavel die geen woorden spreekt.

En het gaat om het eerste wat ik schreef,

Initiale pogingen tot spreken is de aanwijzing die ik geef.

Nu dan, in deze letters zal het oog zien:

je vrienden zijn dichtbij, en V.B.A. bovendien.

### Engelse versie
For sapphires we are held in here.

Only you can end our fear.

Until dawn comes we cannot speak.

No words can come from this sad beak.

The first thing you read contains the clue.

An initial way to speak to you.

Inside these letters the eye will see.

Nearby are your friends and V.F.D.